# ووكينغهام (دائرة انتخابية في المملكة المتحدة)

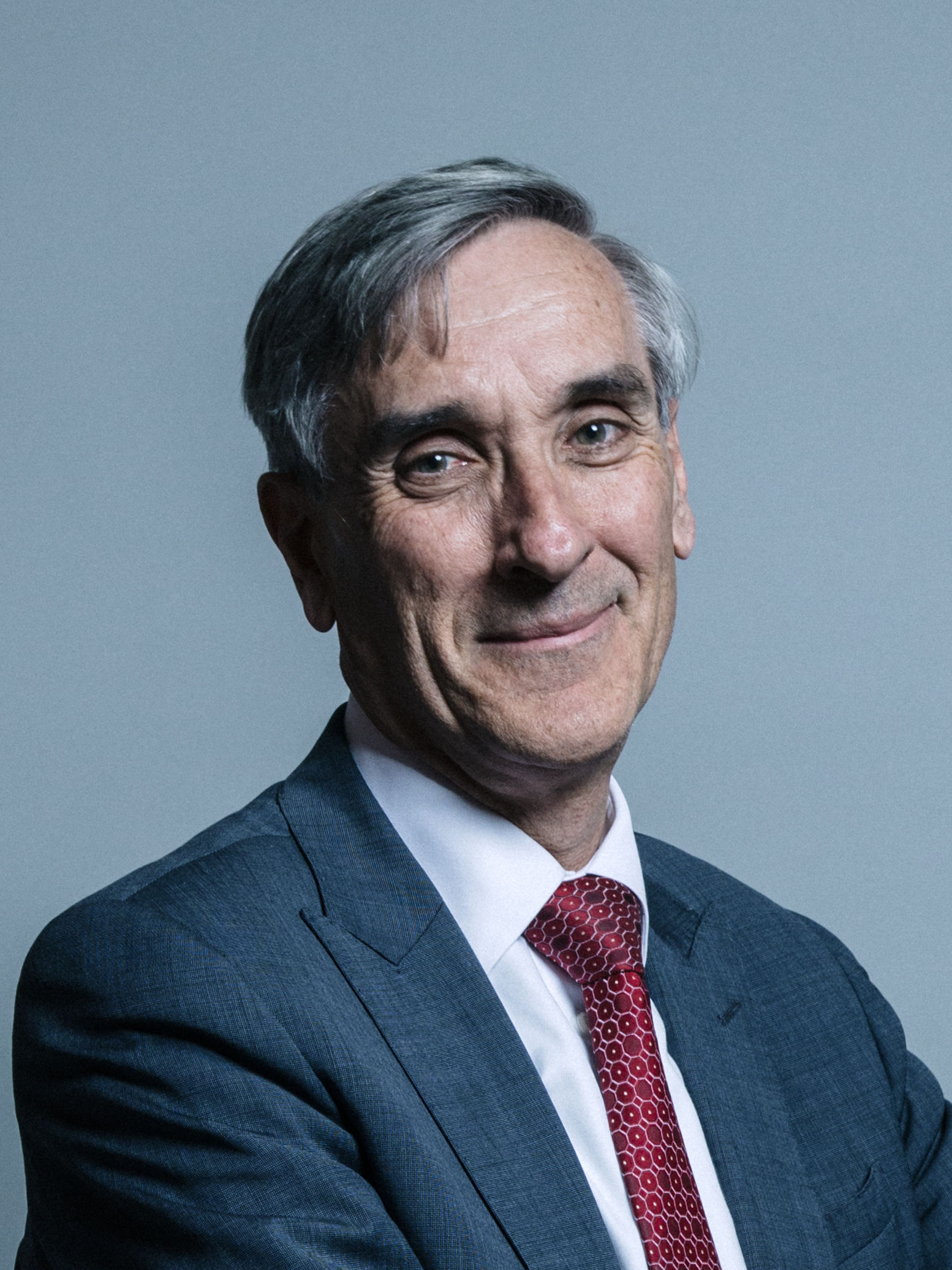

ووكينغهام  (بالإنجليزية: Wokingham)‏ هي إحدى الدوائر الانتخابية في المملكة المتحدة الممثلة في مجلس العموم في برلمان المملكة المتحدة.
عضو البرلمان الذي يمثلها حالياً هو :Rt Hon John Redwood (Con).